# سید حسن صدر
سید حسن صدر،(۱۲۷۲–۱۳۵۴ ق) فقیه، اصولی، مفسر، محدث از مراجع تقلید شیعی و مشهور به محدث کاظمینی است.

## تولد و تبار
سید حسن صدر که از خاندان بزرگ صدر و شرف الدین است در روز ۲۹ رمضان ۱۲۷۲ در کاظمین به دنیا آمد. پدر وی سید هادی صدر کاظمینی از دانشمندان بزرگ عهد خود بود.

## تحصیل
در پانزده سالگی تحصیل علوم دینی را در زادگاهش آغاز کرد. سپس به نجف مهاجرت نمود. هفده سال حکمت، کلام، فقه، اصول فقه و سایر علوم اسلامی را فرا گرفت و در فقه و اصول مجتهد شد.
در سال ۱۲۹۱ (قمری) به سامرا هجرت کرد و هفده سال در آن‌جا اقامت گزید. وی ضمن استفاده از درس میرزای شیرازی، خود نیز به تدریس پرداخت و در سال ۱۳۱۴ (قمری) به زادگاهش کاظمین بازگشت.

## استادان
- میرزای شیرازی
- حبیب‌الله رشتی
- فاضل ایروانی
- علی بن خلیل رازی
- سید متبحر مهدی شهیر قزوینی
- محمد اللاهیجی
- أحمد التبریزی
- باقر بن محمد حسن آل یاسین
- سید باقر بن الحیدر
- محمد بن الحاج کاظم
- میرزا باقر سلماسی
- محمدباقر شکی
- محمدتقی بایکانی
- عبدالنبی نوری طبرسی
- محمدتقی گلپایگانی
- عبدالحسین بن نعمة الطریحی
- ملا حسینقلی همدانی
- عبدالحسین هندی[۴]

## شاگردان
- محمدجواد بلاغی[۵]
- مرتضی آل یاسین کاظمی

## مرجعیت
پس از فوت میرزای شیرازی در سال ۱۳۱۲ (قمری)، مرجعیت شیعیان را با انتشار رساله علمیه خود به نام «رؤوس المسائل المهمة» بر عهده گرفت.

## درگذشت
صدر در ۱۱ ربیع‌الاول ۱۳۵۴ در کاظمین درگذشت.

## آثار
- الدرر الموسویة فی شرح العقاید الجعفریة[۷]
- سبیل الصالحین[۸]
- احیاء النفوس بآداب ابن طاووس[۹]
- سبیل الرشاد فی شرح نجاة العباد
- تبیین مدارک السداد للمتن و الحواشی من نجاة العباد
- تحصیل الفروع الدینیه فی فقه الامامیة
- المسائل المهمهة
- المسائل النفیسة
- حاشیه بر عروة الوثقی
- حاشیه بر غایة القصوی
- حاشیه بر نجاة العباد
- حاشیه بر تبصره
- حاشیه بر فصول فارسی
- الغالیه لاهل الانظار العالیة[۱۰]
- تبیین الرشاد فی لبس السواد علی الائمة الامجاد[۱۱]
- نهج السداد فی حکم اراضی السواد
- الدر النظیم فی مسألة التتمیم[۱۲]
- لزوم قضاء مافات ـ من الصوم ـ فی سنة الفوات
- تبیین الاباحة[۱۳]
- ابانة الصدور[۱۴]
- کشف الالتباس عن قاعدة الناس[۱۵]
- الغرر فی نفی الضرار و الضرر[۱۶]
- احکام الشکوک الغیر منصوصة[۱۷]
- رسالة فی حکم الظن بالافعال و الشک فیها
- الرسائل فی اجوبة المسائل[۱۸]
- سبیل النجاة فی المعاملات
- تعلیقة علی رسالة التقیة لشیخنا الانصاری
- تعلیقة علی مباحث المیاه من کتاب الطهارة للشیخ الانصاری
- الرسالة فی حکم ماء الغسالة
- رسالة فی تطهیر المیاة
- رسالة فی مسألة تقوی العالی بالمسافل
- تعلیقة مسبوطة علی ماکتبه الشیخ الانصاری فی صلاة الجماعة
- رسالة فی شروط الشهادة علی الرضاع
- رسالة فی بعض مسائل الوقف
- رسالة فی حکم ماء الاستنجاء
- رسالة فی الماء المضاف
- رسالة وجیزة فی روایة الاخفات فی التسبیحات فی الرکعتین الاخیرتین
- منی الناسک فی المناسک
- شرح وسائل الشیعة الی احکام الشریعة[۱۹]
- تحیة اهل القبور بالمأثور
- مجالس المؤمنین فی وفیات الائمة المعصومین
- مفتاح السعادة و ملاذ العبادة[۲۰]
- تعریف الجنان فی حقوق الاخوان
- رسالة فی المناقب[۲۱]
- النصوص المأثورة[۲۲]
- صحیح الخبر فی الجمع بین الصلاتین فی الحضر
- الحقائق فی فضائل اهل البیت من طریق الجمهور
- احادیث الرجعة
- هدایة النجدین و تفصیل الجندین[۲۳]
- نهایة الدرایة[۲۴]
- بغیة الوعاة فی طرق طبقات مشایخ الاجازات
- مختلف الرجال
- عیون الرجال
- نکت الرجال
- انتخاب القریب من التقریب[۲۵][۲۶]
- ذکری المحسنین[۲۷] و در تهران توسط نشر حروفیه چاپ شده است.
- بهجة النادی فی احوال ابی الحسن الهادی[۲۸]
- تکملة امل الآمل. این کتاب تکمیل کتاب امل الآمل (نوشته حر عاملی) و دربارهٔ دانشمندان و شخصیت‌های بزرگ در ۶ جلداست.[۲۹]
- البیان البدیع[۳۰]
- التعلیقة علی منتهی المقال
- تأسیس الشیعة الکرام لعلوم الاسلام که در لبنن و ایران چاپ شده است و بیانگر تقدم و پیشتازی شیعه در علوم و فنون تمدن اسلامی است. این اثر را شاهزاده قاجاری خسروی ترجمه نموده است و محدث کرمانشاهی مستدرکی مفصل بر آن نوشته است.
- الشیعة و فنون الاسلام؛ که خلاصه تأسیس الشیعه است.
- فصل القضا فی کتاب مشهور بفقه الرضا[۳۱]
- رسالة فی أن مؤلف مصباح الشریعة انما هو سلیمان الصهرشتی
- الابانة عن کتب الخزانة[۳۲]
- رسالة وجیزة فی المراقبة
- رسالة آخری فی السلوک
- قاطعة اللجاج فی تزییف اهل الاعوجاج[۳۳]
- براهین الجلیة فی ضلال ابن تیمیة
- الفرقة الناجیة[۳۴]
- عمر و قوله هجر
- رسالة شریفه فی الرد علی فتاوی الوهابین
- اللواع[۳۵]
- تعلیقه علی رسائل الشیخ مرتضی انصاری
- الباب فی شرح رسالة الاستصحاب
- رسالة فی تعارض الاستصحابین
- حدائق الاصول[۳۶]
- التعادل و التعارض و التراجیح
- خلاصة النحو
- نزهة اهل الحرمین فی عمارة المشهدین: مشهد امیرالمؤمنین و مشهد ابی عبدالله الحسین (ع)[۳۷]
- وفیات الاعلام من الشیعة الکرام
- محاربوا الله و رسوله یوم الطفوف
- المطاعن
- النسیء
- کشف الظنون عن خیانة المأمون
- محاسن الرسائل فی معرفة الاوائل[۳۸]